# ByteDance
ByteDance Ltd. (en chino, 字节跳动; pinyin, Zìjié Tiàodòng)  es una empresa de tecnología, de comunicación y de internet china con sede en Pekín y domiciliada legalmente en las Islas Caimán, conocida mundialmente por desarrollar aplicaciones móviles como la plataforma de videos TikTok, el portal de noticias Toutiao, el editor de videos CapCut, entre otras. Fue fundada por Zhang Yiming en marzo de 2012.
Uno de los primeros productos de ByteDance, Toutiao, es una plataforma de contenido en China y en todo el mundo. Toutiao comenzó como un motor de recomendación de noticias y gradualmente se convirtió en una plataforma que ofrece contenido en una variedad de formatos, como textos, imágenes, publicaciones de preguntas y respuestas, microblogs y videos. Toutiao ofrece a sus usuarios feeds de información personalizada que funcionan con algoritmos de aprendizaje automático. Una fuente de contenido se actualiza en función de lo que la máquina aprende sobre las preferencias de lectura de un usuario.
Luego, ByteDance adquirió la nueva empresa de medios sociales Musical.ly y la combinó con Douyin en una sola aplicación bajo el nombre de TikTok.
ByteDance tenía más de 800 millones de usuarios activos diarios (más de mil millones de usuarios acumulados) en todas sus plataformas de contenido hasta noviembre de 2018. La compañía tenía un valor de $ 78 mil millones a noviembre de 2018 y se considera uno de los unicornios más valiosos del mundo. La compañía tiene alianzas estratégicas con empresas chinas apoyadas por el estado en Pekín y Shanghái. ByteDance está respaldado por Kohlberg Kravis Roberts, SoftBank Group, Sequoia Capital, General Atlantic y Hillhouse Capital Group.
ByteDance ha atraído la atención del público por las acusaciones de que trabaja en estrecha colaboración con el gobierno chino para censurar y vigilar el contenido relacionado con los campos de reeducación de Xinjiang y otros temas que el gobierno considera controvertidos.

## Historia
En 2009, el ingeniero de software y empresario Zhang Yiming colaboró con su amigo Liang Rubo para cofundar 99fang.com, un motor de búsqueda de bienes raíces. A principios de 2012, la pareja alquiló un apartamento en Zhongguancun y, junto con varios otros empleados de 99fang, comenzaron a desarrollar una aplicación que usaría algoritmos de big data para clasificar las noticias según las preferencias de los usuarios, que luego se convertiría en Toutiao. Ese marzo, Yiming y Liang fundaron ByteDance.
En marzo de 2012, ByteDance lanzó su primera aplicación, llamada Neihan Duanzi (内涵 段子). Esto permitió a los usuarios hacer circular bromas, memes y videos humorísticos. En su apogeo en 2017, Neihan Duanzi tenía más de 200 millones de usuarios.
En agosto de 2012, ByteDance lanzó la primera versión de la plataforma de noticias y contenido Toutiao ("Titulares"), que se convertiría en su producto principal. Toutiao llegó a 1 millón de usuarios activos diarios cuatro meses después de su lanzamiento. 
En 2018, ByteDance eliminó permanentemente a Neihan Duanzi, después de que la Administración Nacional de Radio y Televisión acusó a la aplicación de albergar contenido "vulgar" e "inadecuado" y "desencadenar fuertes sentimientos de resentimiento entre los usuarios de Internet". En respuesta al cierre de Neihan Duanzi, el fundador Zhang Yiming emitió una carta indicando que la aplicación era "inconmensurable con los valores fundamentales socialistas" y prometió que ByteDance "profundizaría aún más la cooperación" con las autoridades para promover sus políticas. Tras el cierre, ByteDance anunció que daría preferencia a los miembros del Partido Comunista Chino en su contratación y aumentaría sus censores de 6.000 a 10.000 empleados.
Desde finales de 2016 hasta 2017, ByteDance tuvo una serie de adquisiciones y lanzamientos de nuevos productos. En diciembre de 2016, invirtió en la plataforma de recomendación de noticias de Indonesia BABE.
En julio de 2017, lanzó la plataforma de videos cortos UGC Hypstar (Vigo Video) en el sudeste asiático. En febrero de 2017 adquirió Flipagram y en noviembre adquirió Musical.ly, fusionándolos a ambos en TikTok. En noviembre también adquirió News Republic de Cheetah Mobile.
El 19 de mayo de 2020, ByteDance y Disney lanzaron un anuncio de que Kevin Mayer, jefe del negocio de transmisión de Disney, se unirá a ByteDance. Desde el 1 de junio, Mayer será el CEO de TikTok y el COO de ByteDance, reportando directamente al CEO de la compañía, Yiming Zhang. Según los informes, ByteDance tiene un valor de más de US $ 100 mil millones a mayo de 2020.
Como ocurre con muchas empresas chinas, la empresa tiene un comité interno del PCCh que atiende a los miembros del partido entre los empleados, y el vicepresidente Zhang Fuping actúa como secretario del comité del partido. En abril de 2021, una empresa de propiedad estatal china vinculada a la Administración del Ciberespacio de China tomó una participación en la propiedad de la principal entidad china de ByteDance y obtuvo un puesto en su junta.
En 2021 Shou Zi Chew, exdirector financiero de Xiaomi, asumió el cargo de director ejecutivo de TikTok.

## Asuntos legales

### Huxiu
En diciembre de 2018, ByteDance demandó a Huxiu por difamación después de que Huxiu informara que la aplicación de noticias en idioma indio de ByteDance, Helo, estaba propagando información errónea

### Comisión Federal de Comercio de Estados Unidos
El 27 de febrero de 2019, la FTC multó a TikTok Inc. con US $ 5,7 millones por recopilar información de menores de 13 años en violación de la Ley de Protección de Privacidad en Línea para Niños. ByteDance respondió agregando un modo solo para niños a TikTok que bloquea la carga de videos, la creación de perfiles de usuario, mensajes directos y comentarios sobre los videos de otros, al tiempo que permite la visualización y grabación de contenido.

### Restricción de TikTok
Citando problemas de seguridad nacional, el Gobierno indio prohibió TikTok junto con 58 aplicaciones chinas, incluyendo UC Browser, ShareIt, WeChat, Club Factory, CamScanner el 29 de junio de 2020.

### Compra de TikTok
El 2 de agosto de 2020, Microsoft anunció su intención de adquirir TikTok y gestionar los datos en Estados Unidos, Australia, Nueva Zelanda y Canadá con un coste aproximado de 50 mil millones de dólares. La compra quiere ser cerrada antes del 15 de septiembre.
El 3 de agosto de 2020, el presidente de Estados Unidos Donald Trump, estableció el 15 de septiembre como fecha límite para que TikTok, una aplicación de redes sociales bajo ByteDance, encontrara un comprador estadounidense y luego emitió órdenes ejecutivas de que prohibiría a TikTok operar en el país. Si no lo vende ByteDance en un plazo de 45 días. Luego, a las 12:40 p. m. del 3 de agosto, hora local de Beijing, el fundador de ByteDance, Zhang Yiming envió una carta a todo el personal en respuesta a la posible venta de las operaciones de TikTok en Estados Unidos. El 6 de agosto de 2020 el presidente Donald Trump, firmó una orden ejecutiva que prohíbe hacer acuerdos comerciales con ByteDance, los propietarios chinos de la aplicación Tik Tok. La orden entra en vigor dentro de 45 días.
El 7 de agosto de 2020, ByteDance emitió una declaración en respuesta a la orden ejecutiva que prohíbe a las empresas e individuos estadounidenses hacer negocios con ella, amenazando con recurrir al sistema de justicia estadounidense para obtener un "trato justo".

## Regulación gubernamental

### China
En abril de 2018, el organismo regulador de medios estatales de China, la Administración Nacional de Radio y Televisión (NRTA), ordenó la suspensión temporal de Toutiao y Neihan Duanzi de las tiendas de aplicaciones chinas. La NRTA acusó a Neihan Duanzi, en particular, de albergar contenidos "vulgares" e "inapropiados" que "provocaron fuertes sentimientos de resentimiento entre los internautas". Al día siguiente, Neihan Duanzi anunció su cierre permanente. En respuesta a la clausura, Yiming emitió una carta afirmando que la aplicación era "incompatible con los valores fundamentales socialistas" y se comprometió a que ByteDance "profundizaría aún más la cooperación" con las autoridades para promover sus políticas. Después del cierre, ByteDance anunció que daría preferencia a los miembros del Partido Comunista Chino en sus contrataciones y aumentaría el número de sus censores de 6,000 a 10,000 empleados.
En noviembre de 2019, la Administración del Ciberespacio de China (CAC) ordenó a ByteDance eliminar información "calumniosa" sobre Fang Zhimin de Toutiao. En abril de 2020, la CAC instruyó a ByteDance a eliminar su herramienta de colaboración de oficina, Lark, debido a la posibilidad de que se utilizara para eludir la censura de Internet. En enero de 2021, los reguladores chinos impusieron una multa a ByteDance por difusión de "información vulgar". En abril de 2021, ByteDance fue una de las 13 plataformas en línea a las que el Banco Popular de China ordenó cumplir con regulaciones financieras y de datos más estrictas. El banco afirmó que ByteDance debía realizar un autoexamen y una rectificación exhaustivos para cumplir con las leyes del país. En mayo de 2021, la CAC declaró que ByteDance había participado en la recopilación ilegal de datos y el uso indebido de información personal.
En marzo de 2021, la Administración Estatal de Regulación del Mercado impuso una multa a una filial de ByteDance y a otras empresas por violaciones a las leyes antimonopolio.
En abril de 2022, ByteDance anunció que tomaría medidas legales contra el contenido generado por usuarios en Toutiao y Douyin que involucrara "nihilismo histórico", contradiciendo la narrativa oficial del Partido Comunista Chino (PCC).
En noviembre de 2022, en medio de las protestas relacionadas con la pandemia de COVID-19 en China, la Administración del Ciberespacio de China (CAC) instruyó a ByteDance a reforzar sus medidas de censura respecto a las manifestaciones.

### India
Bajo la justificación de preocupaciones sobre la seguridad nacional, el gobierno indio implementó una prohibición inicial de CapCut y TikTok, junto con otras 58 aplicaciones chinas, el 29 de junio de 2020. Esta prohibición se convirtió en permanente en enero de 2021. Posteriormente, en marzo de 2021, las autoridades indias congelaron las cuentas bancarias de ByteDance en el país, alegando evasión fiscal, una acusación que ByteDance cuestionó.

### Taiwán
En diciembre de 2022, el Consejo de Asuntos Continentales de Taiwán anunció una investigación sobre ByteDance debido a sospechas de operar una filial ilegal en el país. Se informa que la empresa registró "Tiktoktaiwan Co Ltd" en marzo, la cual modificó su nombre a "ByteDance Taiwan" en noviembre.

### Estados Unidos

#### Acción de la Comisión Federal de Comercio
El 27 de febrero de 2019, la Comisión Federal de Comercio (FCC) impuso una multa de 5,7 millones de dólares a TikTok por la recopilación de información de menores de 13 años, en violación de la Ley de protección de la privacidad infantil en línea de Estados Unidos. Posteriormente, ByteDance introdujo un modo exclusivo para niños en TikTok, que bloquea la carga de videos, la creación de perfiles de usuario, la mensajería directa y los comentarios en los videos de otros, aunque aún permite la visualización y grabación de contenido.
En junio de 2022, el comisionado de la Comisión Federal de Comunicaciones (FCC), Brendan Carr, caracterizó a ByteDance como estando "en deuda" con el gobierno chino y afirmó que estaba "obligado por ley a cumplir con las demandas de vigilancia [del gobierno chino]". Carr instó a Apple y Google a eliminar TikTok de sus respectivas tiendas de aplicaciones. Además, los senadores estadounidenses Mark Warner y Marco Rubio solicitaron una investigación de la FCC sobre TikTok y ByteDance.

### Órdenes Ejecutivas
El 3 de agosto de 2020, el entonces presidente de Estados Unidos, Donald Trump, emitió una orden que requería la venta de TikTok en un plazo de 45 días o enfrentaría una prohibición efectiva en el país. Esta orden se encontró con desafíos legales. El 14 de agosto de 2020, Trump emitió otra orden ejecutiva que instruía a ByteDance a deshacerse de todas las operaciones estadounidenses de TikTok en un período de 90 días. El 28 de agosto de 2020, China anunció una actualización de sus regulaciones de control de exportaciones que, según expertos, podría otorgar a las autoridades chinas voz y voto en cualquier posible venta de la tecnología de ByteDance a empresas extranjeras.

### Investigación del FPI
En marzo de 2023, el Departamento de Justicia de Estados Unidos y la Oficina Federal de Investigaciones iniciaron una investigación sobre ByteDance por presunta vigilancia a periodistas. La compañía admitió que algunos de sus empleados, que posteriormente fueron despedidos, accedieron indebidamente a los datos de usuario de periodistas de Forbes (anteriormente en BuzzFeed News) y del Financial Times. ByteDance declaró su disposición a colaborar plenamente con las investigaciones gubernamentales y anunció que también llevaría a cabo su propia revisión interna.